# Sardinia
Sardinia is de (Latijnse) naam van de Romeinse provincie en het eiland Sardinië. De periode na het Romeinse Rijk wordt besproken in het artikel over Sardinië.

## Grenzen
De provincie Sardinia kwam volledig overeen met het eiland Sardinië, dat nu een deel van Italië is. Het eiland wordt omringd door de Middellandse Zee. Direct ten noorden van Sardinia ligt het eiland Corsica, waarop (in de Oudheid) de provincie Corsica lag. De zee die ten westen van Sardinia ligt stond bij de Romeinen bekend als de Mare Internum. De zee die ten oosten van het eiland lag heette de Mare Tyrrhenum (Tyrreense Zee). De zee ten zuiden droeg de naam Mare Africum.

## Geschiedenis

### Bronstijd
Tijdens de bronstijd (2000-500 v.Chr.) was Sardinië een rijk land: het eiland bezat een tin-mijn, een belangrijke grondstof in die tijd en de vondsten van metalen voorwerpen en de versterkte dorpen (zoals Barumini en Nuraghe Albucci) bewijzen dit alleen maar. Van die laatste versterkte vindplaats is trouwens het woordje nuraghe afgeleid.
De cultuur die op Sardinië voorkwam wordt ingedeeld bij de Klokbekercultuur. Ondanks hun verwantschap waren de stammen die op Sardinië leefden niet politiek één, wat hen kwetsbaar maakte voor buitenlandse kolonisering.

### Fenicië
Die kolonisering kwam er dan ook: tegen de 6de eeuw v.Chr. stond de hele zuidkust van het eiland onder Fenicische invloed. Enkele bekende steden op het eiland waren Caralis, Nora, Sulcis en Tharros. Dit was echter niet naar de zin van de bewoners van het binnenland, die de steden regelmatig aanvielen. Steun uit Fenicië zelf kwam maar mondjesmaat toe, dus keerden de kolonisten zich naar Carthago voor steun. Door enkele veldtochten kon Carthago het noordelijke en centrale deel van Sardinië onder controle brengen, een gebied dat de Carthagers Barbagia of Barbaria (de Romeinse verbastering ervan) noemden. Tot 238 v.Chr. stond heel het gebied onder leiding van Carthago en leefde de bronstijdcultuur min of meer naast de Fenicische cultuur. Het eiland stond in Carthago bekend als Ichnusa.

### Het Fenicisch-Romeins conflict
Romeinse en Fenicische belangen botsten op het eiland Sicilië, waardoor de Eerste Punische Oorlog (264-241 v.Chr.) uitbrak. De Romeinen wonnen deze en konden in 241 v.Chr. Sicilië annexeren en in 238 v.Chr. ook Sardinia en Corsica, door een opstand van de Carthaagse huurlingen op het eiland. Deze twee laatste eilanden werden de tweede provincie van het toekomstige Romeinse Rijk (toen werden Corsica en Sardinia nog als één provincie gezien).

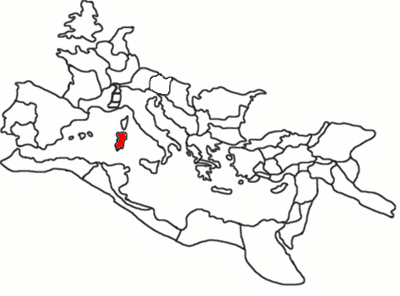
De provincie Sardinia in het Romeinse Rijk.

### Romeinse provincie: Sardinia
Na de machtswisseling ging Sardinië over aan Rome, dat er legers naartoe moest sturen om het gebied volledig te onderwerpen. Er waren talrijke opstanden van de Fenicische bevolking, die samen met de Nuraghebevolking werkten om de Romeinen buiten te werken. In 215 v.Chr., tijdens de Tweede Punische Oorlog, ontstond er een zeer grote opstand, onder leiding van Ampsicora. Deze opstand was zo groot dat deze de Romeinen in moeilijkheden bracht en zij het eiland bijna moesten laten vallen. Consul T. Manilio kon, nabij Cornus, het tij keren en de opstandelingen verslaan.
Barbaria werd opnieuw binnen gevallen en onderworpen, maar ditmaal grondig met een romanisering tot doel. De nuraghecultuur stierf uit, maar de oorspronkelijke bewoners vergaten hun achterban niet en verzetten zich nog vele malen tegen de Romeinse overheersing. Zo ook in de jaren 126 en 116 v.Chr.. Beide opstanden duurden vier jaar voor het leger de orde weer had hersteld. In de verdere geschiedenis van de republiek en het keizerrijk speelde de provincie bijna of geen rol.
Het eiland stond bekend om zijn ruwe achtergronden en vaak vluchtten misdadigers en vervolgde christenen naar het eiland voor bescherming.

### Einde van de Romeinse overheersing
Bijna 700 jaar lang regeerden de Romeinen over Sardinia. Wonderwel kwam het de grote migraties van het begin van de 5de eeuw goed door, maar in 455 viel het eiland in de handen van de Vandalen, die vanuit Noord-Afrika plundertochten hielden.

### Na-Romeins
(Vanaf 455 spreekt men eigenlijk niet meer van de provincie Sardinia, maar van het eiland Sardinië. Zie Sardinië voor de verdere, moderne geschiedenis van het land)
In 533 viel Belisarius, een generaal van Justinianus I, het Vandalenrijk binnen en veroverde het. In 534 volgde een expeditie, die hem Sardinië opleverde, samen met Corsica en de Balearen. De Byzantijnen hielden het eiland lang bezet en in Caralis, dat tegen 600 n.Chr. verbasterd was naar Cagliari, was een aartsbisdom gevestigd. In 846 viel het eiland aan de moslimpiraten, die vanuit Noord-Afrika de Middellandse Zee teisterden. Deze overheersing hield niet lang genoeg stand om de bevolking te bekeren naar de islam: tegen 1000 was het eiland een bezit van het Heilige Roomse Rijk geworden.

## Economie in het keizerrijk
De economie van het eiland baseerde zich, logischerwijze, op de zeehandel met het nabijgelegen Ostia, de haven van Rome. Reeds vroeg was het eiland een graan-leverancier van de stad Rome, maar ook zout, olijfolie, graniet, lood en zilver werden geëxporteerd. De Romeinen verbeterden de infrastructuur op het eiland, maar beperkten zich vaak tot de kuststreek en sloegen het binnenland over. De grote heirbaan op het eiland liep in een grote S-vorm door de dalen van het eiland.

## Volkeren
Sardinië had vele volksstammen op het eiland wonen. Hoewel die (ongeveer) dezelfde taal spraken, waren ze politiek verdeeld, zodat de Feniciërs het gebied gemakkelijk konden inwinnen. Als de volkeren echter gingen samenwerken (zoals in de opstanden van 126 en 116 v.Chr.) had zelfs het geoefende Romeinse leger telkens vier jaar nodig om de volkeren terug te onderwerpen.
- Het noorden van het eiland: de Tibulati, de Corsi, de Coracenses, de Carenses en de Cunusitani.
- Het middelste deel: de Salcitani, de Lucuidonenses, de Aesaronenses, de Celsitani en de Corpicenses.
- Het zuiden van het eiland: de Scapitani, de Siculensi, de Neapolitani, de Valentini, de Solcitani en de Noritani.

## Steden
De hoofdstad van het eiland was Caralis (het huidige Cagliari).
De meeste kuststeden waren Fenicisch van oorsprong, maar verromaniseerden:
- Sulcis (Sant'Antioco)
- Tharros (ruïne, nabij San Giovanni di Sinis. In volgelvlucht op plusminus 15 kilometer van Oristano)
- Othoca (nabij Oristano).
- Nura (het huidige Nora, ten zuiden van Cagliari).
- Olbia (huidige naam)

De steden in het binnenland waren meer van Romeinse oorsprong:
- Hafa
- Forum Traiana

Achaea · Alexandria et Aegyptus · Africa · Alpes Cottiae · Alpes Maritimae · Alpes Poeninae · Arabia Petraea · Armenia Inferior · Asia · Britannia · Cappadocia · Cilicia · Corsica · Creta · Cyprus · Cyrenaica · Dacia · Dalmatia · Epirus · Galatia · Gallia (Aquitania · Belgica · Lugdunensis · Narbonensis) · Germania (Inferior · Superior) · Hispania (Baetica · Lusitania · Tarraconensis) · Italia · Iudaea · Lycaeonia · Lycia · Macedonia · Mauretania (Caesariensis · Tingitana) · Moesië (Inferior · Superior) · Noricum · Numidia · Pannonia (Inferior · Superior) · Pamphylia · Pisidia · Pontus et Bithynia · Raetia · Sardinia · Sicilia · Syria · Thracia

Tijdelijke bezettingen: Germania (7-9 n.Chr.) · Armenia (114-117 n.Chr.) · Assyria (116-117 n.Chr.) · Mesopotamia (115-117 n.Chr.)